# Fatima Lamarti
Fatima Lamarti, née le 16 décembre 1966 à Vilvorde, est une femme politique belge, membre de Vooruit.

## Biographie
Fatima Lamarti nait le 16 décembre 1966 à Vilvorde.
Aux élections législatives fédérales de 2024, Fatima Lamarti est élue à la Chambre des Représentants.